# Umrao Jaan (film, 2006)
Pour l’article homonyme, voir Umrao Jaan (film, 1981).
Pour plus de détails, voir Fiche technique et Distribution.
Umrao Jaan (en ourdou امراؤ جان, en hindi उमराव जान) est un film indien réalisé par J. P. Dutta, sorti en 2006 avec Aishwarya Rai Bachchan dans le rôle de la célèbre courtisane, entourée de Shabana Azmi, Sunil Shetty, Abhishek Bachchan, Divya Dutta, Himani Shivpuri et Kulbhushan Kharbanda.

## Synopsis
En 1840, Amiran (Bansree Mandhani), âgée de 8 ans, est enlevée à sa famille par leur voisin, Dilawar Khan (Vishwajeet Pradhan) et vendue à Madam Khanum Jaan (Shabana Azmi), propriétaire d'une maison de plaisir où elle forme des courtisanes. Amiran, qu'on renomme Umrao, apprend dès lors à lire, à écrire, à danser, à chanter et à charmer les hommes.
Umrao (Aishwarya Rai Bachchan), devenue adulte et célèbre dans la région pour son charme et sa finesse, séduit Nawab Sultan (Abhishek Bachchan), un puissant nawab. Mais ses charmes agissent également sur un autre homme, Faiz Ali (Sunil Shetty), un bandit notoire.

## Fiche technique et artistique
- Titre : Umrao Jaan
- Titre original en ourdou : امراؤ جان
- Titre original en hindi : उमराव जान
- Réalisateur : J. P. Dutta
- Scénario : J. P. Dutta
- Histoire : O.P. Dutta d'après la nouvelle Umrao Jan Ada écrite par Mirza Hadi Ruswa
- Musique : Anu Malik
- Parolier : Javed Akhtar
- Chorégraphie : Vaibhavi Merchant
- Direction artistique : Bijon Das Gupta
- Photographie : Ayananka Bose
- Montage : J. P. Dutta
- Production : J. P. Dutta
- Langue : ourdou et hindi
- Pays d'origine : Inde
- Date de sortie : 3 novembre 2006
- Format : Couleurs - 35 mm
- Genre : drame
- Durée : 189 minutes

## Distribution
- Aishwarya Rai Bachchan : Ameeran/Umrao Jaan
- Shabana Azmi : Khannum Jaan
- Abhishek Bachchan : Nawab Sultan
- Sunil Shetty : Faiz Ali
- Divya Dutta : Bismillah
- Himani Shivpuri : Bua Hussaini
- Kulbhushan Kharbanda : Maulvi Sahib
- Puru Raajkumar : Gauhar Mirza
- Ayesha Jhulka : Khurshid

## Autour du film
D'après J. P. Dutta, le film est basé sur le script écrit par son père, O.P. Dutta lui-même tiré de la nouvelle Umrao Jan Ada écrite par Mirza Hadi Ruswa en 1905.
À l'origine, Saroj Khan devait assurer la chorégraphie, mais elle fut remplacée par Vaibhavi Merchant à la suite de problèmes avec le réalisateur.
Certains acteurs furent changés en pre-production. Priyanka Chopra devait interpréter Umrao Jaan, mais tournant déjà Bluffmaster, elle ne put être disponible pour les 90 jours de tournage consécutifs. Arshad Warsi devait jouer le rôle de Gauhar Mirza mais se retira après avoir choisi d'apparaitre dans Lage Raho Munna Bhai et fut remplacé par Warsi. Shabana Azmi, dans le rôle de Khannum Jaan, est la fille de Shaukat Azmi, qui joua le même rôle dans la version de Muzaffar Ali, en 1981.

## Bande originale
Composée par Anu Malik et écrite par Javed Akhtar.
- "Ek Tute Huye Dil Ki" - Alka Yagnik
- "A Foreword" - by Javed Akhtar
- "Salaam" - Alka Yagnik
- "Pehle Pehel" - Alka Yagnik
- "Jhute Ilzaam" - Alka Yagnik
- "Agle Janam Mohe Bitiya Na Kijo" - Richa Sharma
- "Main Na Mil Sakun jo tumse" - Alka Yagnik
- "Bekhka Diya Humein" - Alka Yagnik & Sonu Nigam
- "Agle Janam Mohe Bitiya Na Kijo" (version enfant) - Anmol Malik
- "Pooch Rahe Hai" - Alka Yagnik

## Critique
Le film n'eut guère de succès au box office, générant seulement 64 900 000 roupies.
Les critiques accueillirent relativement mal le film, dénonçant la mise en scène de J. P. Dutta et la longueur du film (plus longue de 44 minutes par rapport à la version de 81). Malgré la mauvaise critique qu'eut le film, en général, un critique de film de la BBC, Poonam Joshi qualifia la performance de Shabana Azmi d'exemplaire alors que l'Hindustan Times la qualifia comme "point culminant du film".